# David Ortiz
David Américo Ortiz Arias, soprannominato Big Papi (Santo Domingo, 18 novembre 1975), è un ex giocatore di baseball dominicano.
Ortiz è dieci volte All-Star, e tre volte vincitore delle World Series, detiene inoltre il record di fuoricampo in una singola stagione per i Boston Red Sox, 54, realizzati nella stagione 2006.
Il 18 novembre 2015 annuncia il ritiro al termine della stagione 2016.
Nell'ultima giornata della stagione 2016 i Red Sox hanno annunciato che nel 2017 sarebbe stata ritirata la maglia n. 34 per onorare la carriera di Ortiz. La cerimonia del ritiro si è tenuta il 23 giugno 2017.
Il 22 giugno 2017 la città di Boston ha modificato il nome della via Yawkey Way Extension in David Ortiz Drive.
Il 13 settembre 2017 ha firmato un contratto di dieci anni con i Red Sox; il nuovo ruolo di Ortiz comprende mansioni da mentore ai giocatori e partecipazione alla scelta dei nuovi giocatori per la franchigia.
Il 25 gennaio 2022 è stato eletto membro della National Baseball Hall of Fame alla prima votazione.

## Palmarès

### Club
- World Series: 3

Boston Red Sox: 2004, 2007, 2013

### Individuale
- MVP dell'American League Championship Series: 1

2004
- MLB All-Star: 10

2004–2008, 2010–2013, 2016
- Silver Slugger Award: 7

2004–2007, 2011, 2013, 2016
- Hank Aaron Award: 2

2005, 2016
- MVP delle World Series: 1

2013
- Vincitore dell'Home Run Derby: 1

2010
- Leader dell'American League in fuoricampo: 1

2006
- Leader dell'American League in punti battuti a casa: 3

2005, 2006, 2016